# Flughafen Odessa

i8
i11
i13
Der Flughafen Odessa (ukrainisch Міжнародний аеропорт „Одеса“, IATA-Code: ODS, ICAO-Code: UKOO) ist der Flughafen der Stadt Odessa in der Ukraine und wird von einer eigens gegründeten Gesellschaft betrieben. Sowohl Klein- und Großflugzeuge, als auch die ukrainische Luftwaffe benutzen den Flughafen.

## Geschichte
Der Flughafen wurde 1961 eröffnet, im Jahr 1982 erfolgte eine Erweiterung für den Frachtflugverkehr.
Der zivile Flugverkehr in der Ukraine ist seit Kriegsbeginn am 24. Februar 2022 eingestellt. Ende April 2022, etwa zwei Monate nach dem Beginn des russischen Überfalls auf die Ukraine, schlug laut Angaben der Ukraine ein russischer Marschflugkörper auf der Start- und Landebahn ein und machte diese unbrauchbar.

## Weblinks

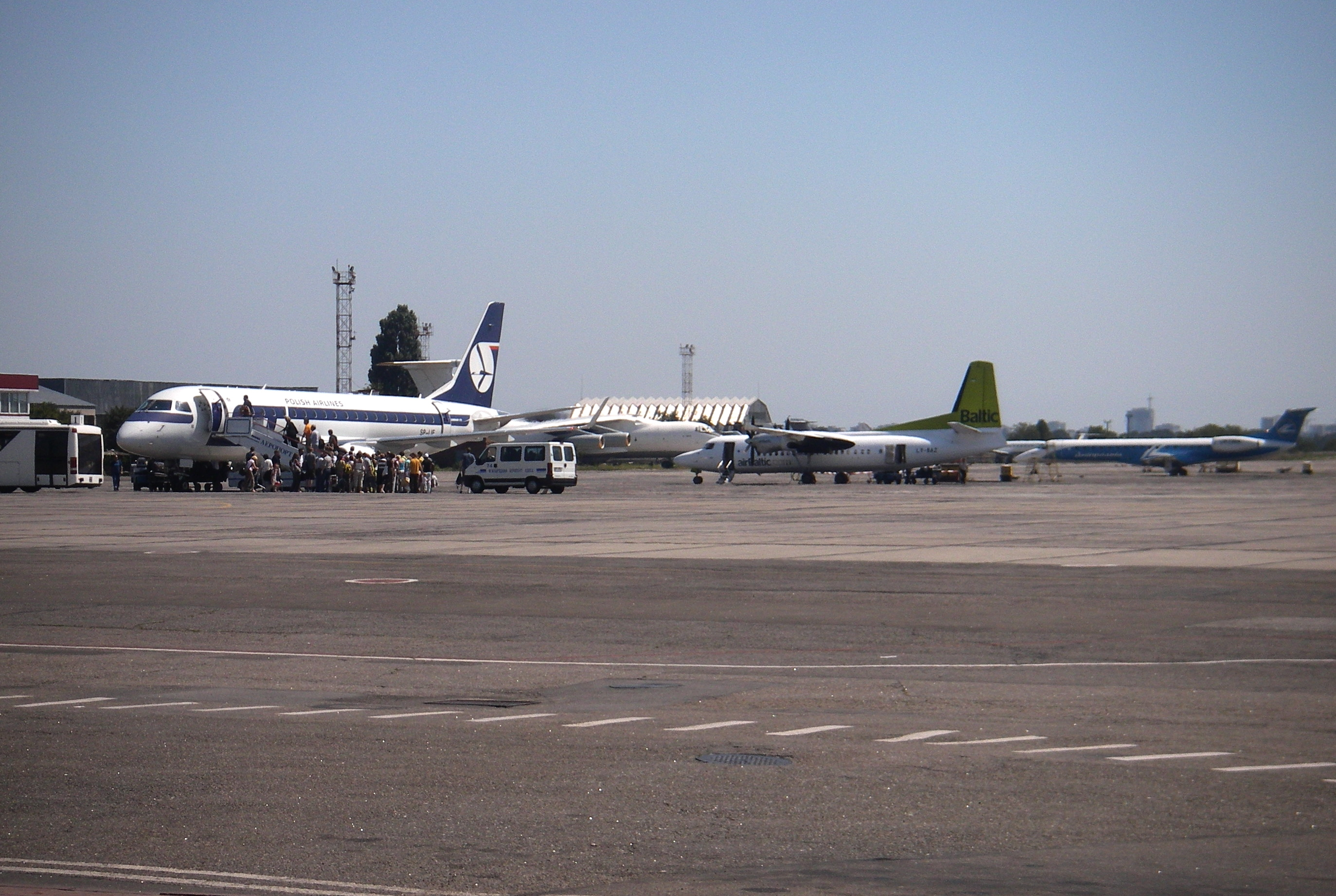
Flugzeuge auf dem Rollfeld von Odessa, 2008